# Тьоззо, Фабрис
Фабрис Тьоззо (фр. Fabrice Tiozzo; 8 мая 1969, Сен-Дени, Франция) — французский боксёр-профессионал, выступавший в полутяжёлой и 1-й тяжёлой весовых категориях. Чемпион мира в полутяжёлой (версия WBC, 1995—1996; версия WBA, 2004—2005) и 1-й тяжёлой (версия WBA, 1997—2000) весовых категориях.

## Биография
Дебютировал в ноябре 1988 года. Долгое время проводил бои только во Франции.
В апреле 1994 года во Франции Тьоззо вышел на ринг против чемпиона в полутяжёлом весе по версии WBA американца Вирджила Хилла. Хилл победил раздельным решением судей.
В июне 1995 года во Франции Тьоззо вышел на ринг против чемпиона в полутяжёлом весе по версии WBC американца Майка Маккаллума. Американец побывал в нокдауне во 2-м раунде. Тьоззо победил по очкам.
В январе 1996 года он победил по очкам Эрика Лукаса. Лукас был в нокдауне в 3-м раунде. После этого боя Тьоззо поднялся с 1-й тяжёлый вес.
В ноябре 1997 года Тьоззо впервые проводил бой за пределами родной Франции. Он вышел на ринг против чемпиона мира в 1-м тяжёлом весе по версии WBA Нейта Миллера. Француз победил по очкам.
В мае 1998 года он в 1-м раунде нокаутировал Терри Рэя.
В ноябре 1998 года Тьоззо во 2-м раунде нокаутировал Эзекиэла Пайшана.
В ноябре 1999 года он вышел на ринг против Кена Мёрфи. В 7-м раунде Мёрфи побывал в нокдауне. Рефери прекратил бой по совету врача.
В апреле 2000 года Тьоззо в 6-м раунде нокаутировал Валери Викхора. Викхор был в нокдауне в 1-м и 6-м раундах.
В декабре 2000 года во Франции состоялся 2-й бой между Фабрисом Тьоззо и Вирджилом Хилл. Хилл нокаутировал француза в 1-м раунде.
В 2004 году Тьоззо вернулся в полутяжёлый вес.
В марте 2004 года он победил решением большинства чемпиона мира в полутяжёлом весе по версии WBA Сильвио Бранко.

## 2005-02-26Фабрис Тьоззо —Дариуш Михалчевски
- Место проведения:  Колор Лайн Арена, Альтона, Гамбург, США
- Результат: Победа Тьоззо техническим нокаутом в 6-м раунде в 12-раундовом бою
- Статус: Чемпионский бой за титул WBA в полутяжелом весе (1-я защита Тьоззо)
- Рефери: Стэнли Кристодулу
- Время: 2:05
- Вес: Тьоззо 79,00 кг; Михалчевски 79,40 кг
- Трансляция: ZDF

В феврале 2005 года в Германии состоялся бой между Фабрисом Тьоззо и Дариушем Михалчевски. Француз превосходил соперника в количестве и точности ударов: в частности у него проходили точные удары вразрез. В середине 6-го раунде Тьоззо провёл правый хук в голову, и поляк пошатунулся. Француз сразу же добавил ещё правый крюк в подбородок и вдогонку туда же левый хук. Михалчевски упал на канвас. Поляк поднялся на счёт 4. После возобновления поединка Тьоззо пробил ещё раз правый хук в голову. Михалчевски опять пошатнулся. Рефери сразу же прекратил поединок. Поляк дошёл до канатов и упал на них. Он был явно не в состоянии продолжать бой.